# HC Domažlice
HC Domažlice (celým názvem: Hockey Club Domažlice) je český klub ledního hokeje, který sídlí v Domažlicích v Plzeňském kraji. Od sezóny 2018/19 působí v Západočeském krajském přeboru, čtvrté české nejvyšší soutěži ledního hokeje. Klubové barvy jsou modrá a bílá.
Založen byl v roce 2008 s otevřením nového zimního stadionu ve městě. Založen byl původně jako čistě mládežnický klub s cílem výchovy mladých hráčů v okolí a kraji. Před sezónou 2014/15 došlo ke spolupráci s klubem HC Lyons Kdyně, kde začali působit domažličtí odchovanci, kteří již nemohli působit na mládežnické úrovni. Vlastní mužský tým byl založen před sezónou 2016/17 po sloučení s původním kdyňským klubem. Po tomto týmu také zdědil soutěž působnosti v Krajské soutěži, skupiny B.
Své domácí zápasy odehrává na zimním stadionu Domažlice, který byl slavnostně otevřen v roce 2008.

## Přehled ligové účasti
Stručný přehled
Zdroj:
- 2016–2017: Plzeňská krajská soutěž – sk. B (6. ligová úroveň v České republice)
- 2017–2018: Plzeňská krajská liga (4. ligová úroveň v České republice)
- 2018– : Západočeský krajský přebor (4. ligová úroveň v České republice)

Jednotlivé ročníky
Zdroj:
Legenda: ZČ - základní část, červené podbarvení - sestup, zelené podbarvení - postup, fialové podbarvení - reorganizace, změna skupiny či soutěže
| Česko (2016 – ) |                                 |           |          |                                       |                                |
| Sezóny          | Soutěž                          | Úroveň    | ZČ       | Play-off, nadstavba, sk. o udržení... | Poznámky                       |
| 2016/17         | Plzeňská krajská soutěž – sk. B | 6. úroveň | 1. místo |                                       | Koupě licence na Krajskou ligu |
| 2017/18         | Plzeňská krajská liga           | 4. úroveň | 1. místo | Finále                                | Reorganizace                   |
| 2018/19         | Západočeský krajský přebor      | 4. úroveň | 4. místo | Semifinále, PL divize                 |                                |
| 2019/20         | Západočeský krajský přebor      | 4. úroveň |          |                                       |                                |